# Blancmange
Blancmange is een Britse newwaveband uit de vroege jaren tachtig.

## Geschiedenis
Blancmange was een duo: de oprichters waren Neil Arthur uit Lancashire en Stephen Luscombe uit Middlesex; zij vormden de band in het Londense Harrow in 1979. Hun eerste langspeelplaat, Irene and Mavis, kan men in de opkomende neoromantiek situeren, maar ze werden pas daadwerkelijk opgemerkt nadat ze hadden meegewerkt aan een plaat van het label Some Bizarre, waarop ze samen met Soft Cell en Depeche Mode stonden. Hun stijl was ook aan die van Depeche Mode verwant.
De doorbraak van Blancmange - wellicht ietwat ironisch vernoemd naar een soort gelatinepudding - kwam in het jaar 1982: toen scoorden ze een kleine hit met "Feel me", en later in het jaar werden ze opgemerkt met "Living on the ceiling", waarin hun voorkeur voor Indische muziek duidelijk werd. De band werd opgenomen in de beweging van de synthpop. In de vroege jaren tachtig genoten ze enkele successen in het clubcircuit met hits als "Don't Tell Me", "Game above my head" en "Blind vision". Ze vielen op door hun combinatie van oosterse chromatiek en synthesizers; dikwijls traden ze ook met tulbanden op. Toen ze in 1984 het nummer "The day before you came" van ABBA coverden, vestigden ze hun reputatie als alternatieve band. 
"Don't Tell Me" was op donderdag 24 mei 1984 TROS Paradeplaat op Hilversum 3 en bereikte de 25e positie in de Nederlandse Top 40 en de 26e positie in de Nationale Hitparade. In de TROS Top 50 werd de 23e positie bereikt.
Blancmange is verdwenen toen de synthpop uit de mode geraakte; de groep hield er in 1986 mee op. Hun laatste album, Believe you me uit 1985, hield het slechts twee weken uit in de hitparades. Neil Arthur werd componist voor documentaires, Stephen Luscombe nam in 1989 nog een album met door Indiase muziek geïnspireerde muziek op onder de naam West India Company. Arthur zingt in 1993 op de single Persian Blues, voor de Britse housegroep Fortran 5.
In 2006 hervat Blancmange zijn activiteiten en in het voorjaar van 2011 werd hun vierde studioalbum, getiteld Blanc burn, uitgebracht.
In augustus 2017 speelt de groep onder meer op het W-festival in het Waalse Mont-de-l'Enclus.

## Discografie

### Studioalbums
- 1980 - Irene and Mavis
- 1982 - Happy families
- 1984 - Mange tout
- 1985 - Believe you me
- 2011 - Blanc burn
- 2013 - Happy Families Too...
- 2015 - Semi Detached
- 2015 - Nil by Mouth
- 2016 - Commuter 23
- 2017 - Unfurnished Rooms
- 2018 - Wanderlust
- 2019 - Nil by Mouth II
- 2020 - Mindset
- 2022 - Private View

### Compilatiealbums
- 1990 - Second Helpings
- 1992 - Heaven knows
- 1994 - The third course
- 1996 - Best Of
- 2006 - The Platinum Collection
- 2012 - The Very Best Of
- 2020 - Expanded Mindset
- 2024 - Blancmange - Everything Is Connected